# 辛店乡 (绥德县)
辛店乡是中国陕西省榆林市绥德县下辖的一个乡。

## 行政区划
辛店乡下辖以下行政区：
龙湾社区、辛店村、龙湾村、裴家峁村、房岩村、强家砭村、刘家畔村、王家山村、庙岔村、陈家塔村、杨家沟村、青草沟村、石合铺村、王合铺村、小崖咀村、岱武岔村、黑家沟村、后坬村、中坬村、西坬村、刘家湾村、暖水沟村、蔡家沟村、童家山村、二十铺村、徐家坪村、延家岔村、王家崖村、贺家坪村、呜咽泉村、苏家沟村、芋则沟村、大柳村、邓家楼村、郝家沟村、鱼池沟村、申家湾村、亢家沟村、老万村、李家梁村